# Contea di Zêkog
La contea di Zêkog (泽库县S, Zékù XiànP) è una contea della Cina, situata nella provincia di Qinghai e amministrata dalla prefettura autonoma tibetana di Huangnan.